# Великопольє (Оршанський район)
Великопо́льє (рос. Великополье, марій. Кугунур) — село у складі Оршанського району Марій Ел, Росія. Адміністративний центр Великопольського сільського поселення.

## Населення
Населення — 563 особи (2010; 572 у 2002).
Національний склад (станом на 2002 рік):
- марійці — 81 %